# На усамљеном месту
На усамљеном месту (енгл. In a Lonely Place) је амерички филм из 1950. који је режирао Николас Реј. Главне улоге играју: Хамфри Богарт и Глорија Грејам. 

## Улоге
| Глумац          | Улога                          |
| --------------- | ------------------------------ |
| Хамфри Богарт   | Диксон Стил                    |
| Глорија Грејам  | Лорел Греј                     |
| Френк Лавџој    | детектив наредник Браб Николај |
| Карл Бентон Рид | капетан Лошер                  |
| Арт Смит        | Мел Липман                     |
| Марта Стјуарт   | Милдред Аткинсон               |
| Џеф Донел       | Силвија Николај                |
| Роберт Ворвик   | Чарли Вотерман                 |
| Морис Анкрум    | Лојд Барнс                     |
| Вилијам Чинг    | Тед Бартон                     |
| Стивен Гереј    | Пол, главни конобар            |
| Хада Брукс      | певачица                       |